# جوشوا ويلدون مايلز
جوشوا ويلدون مايلز هو محامي وسياسي أمريكي، ولد في 9 ديسمبر 1858 في مقاطعة سومرست في الولايات المتحدة، وتوفي في 4 مارس 1929 في بالتيمور في الولايات المتحدة. نشط حزبياً في الحزب الديمقراطي. وقد انتخب عضو مجلس النواب الأمريكي ‏.